# Optoma Corporation
Optoma es una compañía global que se especializa en la comercialización y venta de soluciones y servicios de visualización de gran tamaño, que abarcan desde proyectores hasta pantallas planas interactivas, pantallas LED todo en uno de gran tamaño y equipos de procesamiento de imágenes. Sus clientes incluyen una amplia gama de sectores, como hogares, empresas, instituciones educativas, espacios grandes, entretenimiento, museos, tiendas minoristas y simulación.
Optoma opera a nivel internacional y tiene oficinas regionales en Europa, América del Norte, Asia-Pacífico y China, donde lleva a cabo actividades de investigación y desarrollo, ventas, marketing y servicios.

## Historia
La marca tuvo sus inicios en 1992 como parte del grupo Coretronic en Taiwán. Posteriormente, se expandió a nivel internacional con la creación de oficinas regionales en América en 1995 y en Europa en 1997. Estos pasos llevaron a la creación de Optoma en el año 2000, consolidándose como una empresa global en 2002.
| Año       | Evento |
| --------- | --- |
| 2000      | Nació la marca Optoma. |
| 2002      | Optoma está establecido. |
| 2003      | Optoma lanzó el primer televisor de proyección DLP de 65 pulgadas del mundo y ganó el premio Consumer Electronics Show Innovations Award en 2003.                                                               |
| 2005      | Optoma anunció el primer proyector de DVD todo en uno del mundo, el MovieTime™ DV10. |
| 2006      | Optoma lanzó el primer proyector de cine en casa 1080P del mundo HD81. |
| 2008      | Optoma lanzó el primer proyector Pico PK101 del mundo. |
| 2013-2015 | En 2013 y 2015, respectivamente, se anunció una gama de proyectores con fuente de luz LED ultramóviles (ML750/ML1000) así como el primer proyector iluminado con tecnología de fósforo láser de Optoma (ZU650). |
| 2014      | Optoma adquirió NuForce, con sede en California, un fabricante de equipos de audio de consumo. |
| 2016      | Infocomm 2016 (Las Vegas) vio el anuncio del primer proyector láser de alcance ultracorto 4K UHD del mundo de Optoma.                                                                                           |
| 2017      | Optoma proporcionó el primer proyector láser 4K UHD UHZ65 para la categoría de cine en casa. |
| 2018      | En CES 2018, Optoma anunció el UHD51A, el primer proyector 4K UHD del mundo que puede funcionar con el asistente de voz Amazon Alexa. Utilizando la tecnología de proyección DLP de Texas Instruments.          |
| 2019      | Optoma anunció la pantalla LED QUAD todo en uno (FHDQ130), el proyector láser ProScene 4K UHD (ZK1050) y el cine láser Dolby Digital 2.0 Smart 4K UHD (P1).                                                     |
| 2020      | Optoma lanzó FHDQ163, una pantalla LED todo en uno de 163", así como dos nuevas series de paneles planos interactivos, la Serie 3 y la Serie 5.                                                                 |
| 2021      | Optoma lanzó UHD35, un proyector gaming con tiempo de respuesta de 4ms. |

## Productos

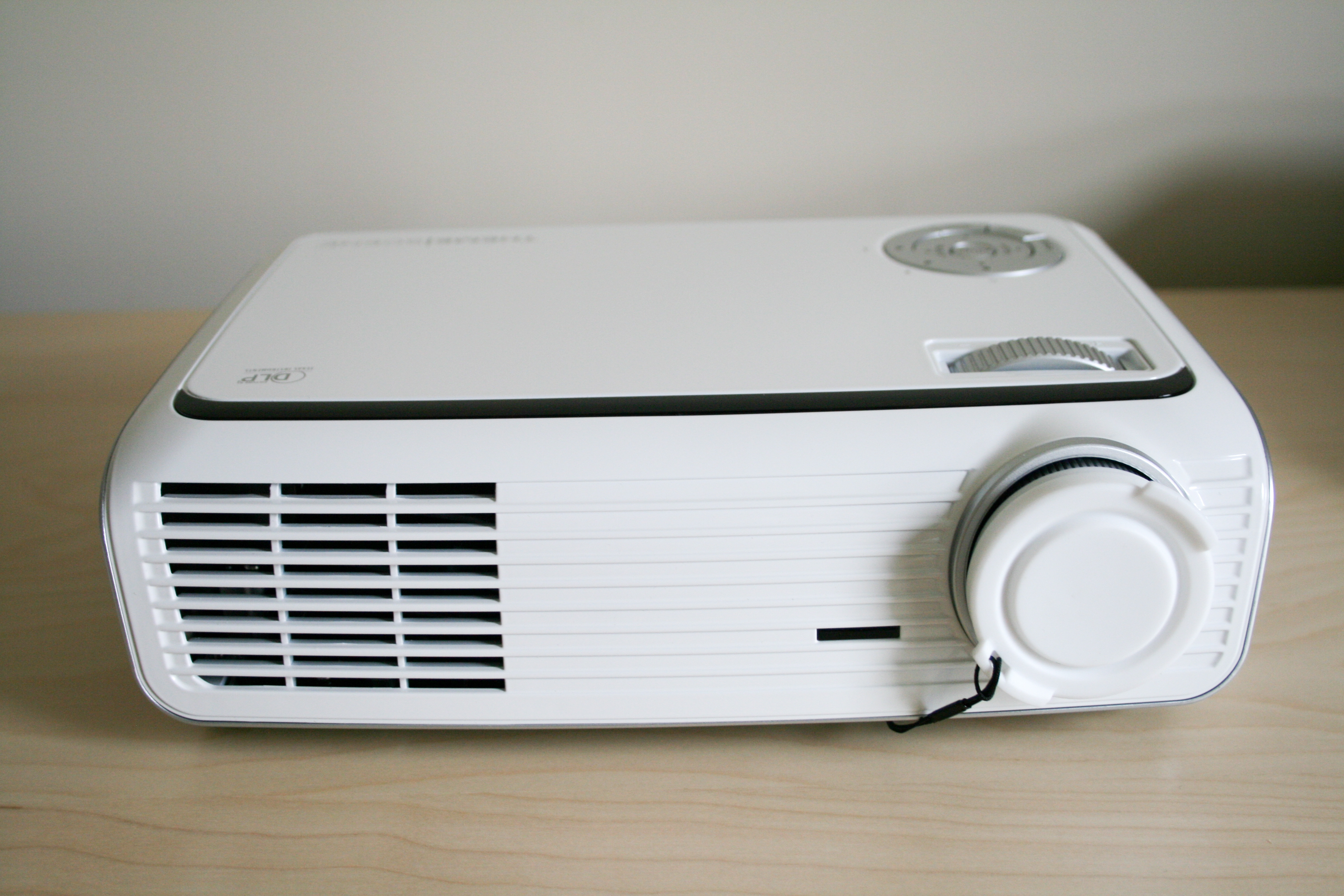
Proyector Optoma HD65 de procesamiento de luz digital (DLP)

Optoma fabrica una variedad de proyectores con diversas características técnicas, como relaciones de proyección, niveles de brillo y opciones de lentes intercambiables. Estos proyectores se adaptan a diferentes necesidades, desde aplicaciones de entretenimiento en el hogar hasta eventos profesionales en vivo. Utilizan fuentes de luz que incluyen láseres, bombillas y LED.
En su línea de productos, se encuentra la serie CinemaX de proyectores de alcance ultracorto, diseñada para aplicaciones en el ámbito doméstico.

### Paneles planos interactivos
Optoma ofrece pantallas planas interactivas en tamaños que van desde 65 hasta 86 pulgadas, dirigidas principalmente a entornos educativos y empresariales.

### Pantallas LED todo en uno
Tras la adquisición de Calibre, Optoma amplió su oferta para incluir pantallas LED todo en uno de 130 y 163 pulgadas, que cuentan con funciones de escalado y conmutación integradas. Estas pantallas se utilizan en situaciones donde se requiere un alto nivel de brillo debido a la iluminación ambiental, como exposiciones, tiendas minoristas de gama alta y espacios corporativos, entre otros.